# Liste der Kulturdenkmäler in Oberwallmenach
In der Liste der Kulturdenkmäler in Oberwallmenach sind alle Kulturdenkmäler der rheinland-pfälzischen Ortsgemeinde Oberwallmenach aufgeführt. Grundlage ist die Denkmalliste des Landes Rheinland-Pfalz (Stand: 8. Dezember 2023).

## Einzeldenkmäler
| Bezeichnung                    | Lage                           | Baujahr                            | Beschreibung | Bild            |
| ------------------------------ | ------------------------------ | ---------------------------------- | --- | --------------- |
| Wohnhaus                       | Hauptstraße 7 Lage             | 17. oder 18. Jahrhundert           | Fachwerkhaus, verputzt und verschiefert, wohl aus dem 17. oder 18. Jahrhundert | BW              |
| Wohnhaus                       | Hauptstraße 8 Lage             | 17. oder 18. Jahrhundert           | Fachwerkhaus, verputzt und verschiefert, wohl aus dem 17. oder 18. Jahrhundert, Kniestock aus dem 19. Jahrhundert                                                                              | BW              |
| Wohnhaus                       | Hauptstraße 10 Lage            | 17. oder 18. Jahrhundert           | Fachwerkhaus, verputzt und verschiefert, wohl aus dem 17. oder 18. Jahrhundert | BW              |
| Wohnhaus                       | Hauptstraße 15 Lage            | 18. Jahrhundert                    | Fachwerkhaus, verputzt, 18. Jahrhundert | BW              |
| Wohnhaus                       | Kirchweg 3 Lage                | 17. oder 18. Jahrhundert           | Fachwerkhaus, verputzt, wohl aus dem 17. oder 18. Jahrhundert | BW              |
| Spritzen- und Gemeindebackhaus | Lindenstraße ohne Nummer Lage  |                                    | eingeschossiger Fachwerkbau, verputzt | BW              |
| Hofanlage                      | Lindenstraße 4 Lage            | 18. Jahrhundert                    | Hofanlage; Fachwerkhaus, teilweise massiv und verschiefert, wohl aus dem 18. Jahrhundert, Kniestock aus dem 19. Jahrhundert; Gesamtanlage mit eineinhalbgeschossigem Anbau und Fachwerkscheune | BW              |
| Evangelische Pfarrkirche       | Rheingaustraße Lage            | 1733                               | Saalbau mit Mansarddach, 1733 | Fotos hochladen |
| Brunnen                        | Rheingaustraße, bei Nr. 5 Lage | zweite Hälfte des 19. Jahrhunderts | gusseiserner Pumpbrunnen, zweite Hälfte des 19. Jahrhunderts | BW              |
| Wohnhaus                       | Rheingaustraße 6 Lage          | 17. oder 18. Jahrhundert           | Fachwerkhaus, verputzt, wohl aus dem 17. oder 18. Jahrhundert | BW              |
| Wohnhaus                       | Rheingaustraße 8 Lage          | 18. Jahrhundert                    | stattliches Fachwerkhaus, 18. Jahrhundert | BW              |

## Ehemalige Kulturdenkmäler
| Bezeichnung | Lage            | Baujahr         | Beschreibung                                                                                      | Bild |
| ----------- | --------------- | --------------- | ------------------------------------------------------------------------------------------------- | ---- |
| Wohnhaus    | Kirchweg 2 Lage | 18. Jahrhundert | Fachwerkhaus, teilweise massiv, verputzt, wohl aus dem 18. Jahrhundert; aus Denkmalliste gelöscht | BW   |